# TNA X Division Championship
TNA X Division Championship – pas mistrzowski utworzony przez amerykańską federację wrestlingu Total Nonstop Action Wrestling (dawniej Impact Wrestling), o który walczą wrestlerzy należący do tzw. Dywizji X.

## Historia
Pas TNA X Division, pierwotnie znany jako NWA-TNA X Division Championship, został utworzony 19 czerwca 2002 roku, podczas drugiej gali federacji TNA. Tytuł był przeznaczony dla wrestlerów Dywizji X, reprezentujących „nowoczesną formę zapasów zawodowych”, gdy tymczasem TNA World Heavyweight Championship miał reprezentować jego „tradycyjną” formę.
25 maja 2003 roku Chris Sabin zdobył WWA International Cruiserweight Championship, unifikując go z pasem X Division. Tego samego dnia federacja World Wrestling All-Stars przestała istnieć.

### Opcja C
Opcja C to koncepcja, w której obecny mistrz X Division może dobrowolnie zwakować mistrzostwo w zamian za pojedynek o mistrzostwo świata wagi ciężkiej. Zaczęło się w czerwcu 2012 roku, kiedy ówczesny mistrz Austin Aries powiedział, że nie jest usatysfakcjonowany byciem tylko mistrzem X Division, co doprowadziło do tego, że ówczesny generalny menedżer Hulk Hogan zaoferował mu walkę o mistrzostwo świata wagi ciężkiej, ale tylko wtedy, gdy najpierw zawieszi mistrzostwo X Division. Aries zgodził się na warunki Hogana, pod warunkiem, że przyszli mistrzowie X Division otrzymają taką samą szansę.

#### Pojedynki o tytuł
|  | Wygrał mecz |  | Przegrał mecz |

| Nr. | Pretendent       | Data                                        | Gala            | Rezultat                                                                     |
| --- | ---------------- | ------------------------------------------- | --------------- | ---------------------------------------------------------------------------- |
| 1   | Austin Aries     | 8 lipca 2012                                | Destination X   | Aries pokonał Bobby’ego Roode’a i zdobył TNA World Heavyweight Championship. |
| 2   | Chris Sabin      | 18 lipca 2013                               | Destination X   | Sabin pokonał Bully’ego Raya i zdobył TNA World Heavyweight Championship.    |
| 3   | Austin Aries     | 26 czerwca 2014 (wyemitowano 31 lipca 2014) | Destination X   | Lashley pokonał Ariesa i obronił TNA World Heavyweight Championship.         |
| 4   | Rockstar Spud    | 17 maja 2015 (wyemitowano 10 czerwca 2015)  | Destination X   | Kurt Angle pokonał Spuda i obronił TNA World Heavyweight Championship.       |
| 5   | Brian Cage       | 6 stycznia 2019                             | Homecoming      | Johnny Impact pokonał Cage’a i obronił Impact World Championship.            |
| 6   | Josh Alexander   | 23 października 2021                        | Bound for Glory | Alexander pokonał Christiana Cage’a i zdobył Impact World Championship.      |
| 7   | Frankie Kazarian | 18 listopada 2022                           | Over Drive      | Josh Alexander pokonał Kazariana i obronił Impact World Championship.        |

### Nazwy
| Nazwa                           | Lata |
| ------------------------------- | ---- |
| NWA X Championship              | 2002 |
| NWA–TNA X Championship          | 2002 |
| NWA–TNA X Division Championship | 2003 |
| TNA X Division Championship     | 2003 |

## Panowania
| Nr  | Mistrz                                       | Zmiana mistrza            | Zmiana mistrza                     | Zmiana mistrza                      | Statystyki panowania | Statystyki panowania | Notka | Odn.            |
| Nr  | Mistrz                                       | Data                      | Gala                               | Miejsce                             | Panowanie            | Dni                  | Notka | Odn.            |
| --- | -------------------------------------------- | ------------------------- | ---------------------------------- | ----------------------------------- | -------------------- | -------------------- | --- | --------------- |
| 1   | A.J. Styles                                  | 19 czerwca 2002           | Weekly pay-per-view event #2       | Huntsville, Alabama                 | 1                    | 49                   | Był to Four-Way Double Elimination match, w którym brali również udział Low Ki, Jerry Lynn i Psicosis. Odcinek wyemitowano 26 czerwca 2002 r. | [ 1 ] [ 3 ]     |
| 2   | Low Ki                                       | 7 sierpnia 2002           | Weekly pay-per-view event #8       | Nashville, Tennessee                | 1                    | 14                   | Był to Three-Way Dance, w którym brał również udział Jerry Lynn. | [ 4 ]           |
| 3   | Jerry Lynn                                   | 21 sierpnia 2002          | Weekly pay-per-view event #11      | Nashville, Tennessee                | 1                    | 49                   | Był to Three-way ladder match, w którym brał również udział AJ Styles. Odcinek wyemitowano 28 sierpnia 2002 r. | [ 5 ]           |
| –   | Wakat                                        | 9 października 2002       | Weekly pay-per-view event #16      | Nashville, Tennessee                | –                    | –                    | Lynn zwakował tytuł z powodu kontuzji. | [ 6 ]           |
| 4   | Syxx-Pac                                     | 9 października 2002       | Weekly pay-per-view event #16      | Nashville, Tennessee                | 1                    | 14                   | Był to ladder match o zwakowany tytuł, w którym brali również udział Kid Kash, Tony Mamaluke, The S.A.T., Ace Steel i A.J. Styles. | [ 6 ]           |
| 5   | A.J. Styles                                  | 23 października 2002      | Weekly pay-per-view event #18      | Nashville, Tennessee                | 2                    | 14                   | | [ 7 ]           |
| 6   | Jerry Lynn                                   | 6 listopada 2002          | Weekly pay-per-view event #20      | Nashville, Tennessee                | 2                    | 35                   | | [ 8 ]           |
| 7   | Sonny Siaki                                  | 11 grudnia 2002           | Weekly pay-per-view event #25      | Nashville, Tennessee                | 1                    | 63                   | | [ 9 ]           |
| 8   | Kid Kash                                     | 12 lutego 2003            | Weekly pay-per-view event #32      | Nashville, Tennessee                | 1                    | 77                   | | [ 10 ]          |
| 9   | Amazing Red                                  | 30 kwietnia 2003          | Weekly pay-per-view event #43      | Nashville, Tennessee                | 1                    | 14                   | | [ 11 ]          |
| 10  | Chris Sabin                                  | 14 maja 2003              | Weekly pay-per-view event #45      | Nashville, Tennessee                | 1                    | 98                   | Był to Three-Way Dance, w którym brał również udział Jerry Lynn. 25 maja 2003 r. zunifikował X Division Championship z WWA International Cruiserweight Championship pokonując Lynna, Frankiego Kazariana i Johnny’ego Swingera w Auckland w Nowej Zelandii.                                         | [ 12 ]          |
| 11  | Michael Shane                                | 20 sierpnia 2003          | Weekly pay-per-view event #59      | Nashville, Tennessee                | 1                    | 140                  | Był to Ultimate X match, w którym brał również udział Frankie Kazarian. | [ 13 ]          |
| 12  | Chris Sabin                                  | 7 stycznia 2004           | Weekly pay-per-view event #76      | Nashville, Tennessee                | 2                    | 84                   | Był to Ultimate X match, w którym brali również udział Christopher Daniels i Low Ki. | [ 14 ]          |
| –   | Wakat                                        | 31 marca 2004             | Weekly pay-per-view event #88      | Nashville, Tennessee                | –                    | –                    | Sabin zwakował tytuł z powodu kontuzji. | [ 15 ]          |
| 13  | Kazarian                                     | 31 marca 2004             | Weekly pay-per-view event #88      | Nashville, Tennessee                | 1                    | 70                   | Kazarian pokonał Amazing Reda wygrywając zwakowany tytuł. | [ 15 ]          |
| 14  | A.J. Styles                                  | 6 czerwca 2004            | Weekly pay-per-view event #98      | Nashville, Tennessee                | 3                    | 49                   | | [ 16 ]          |
| 15  | Kazarian (2) & Michael Shane (2)             | 28 lipca 2004             | Weekly pay-per-view event #105     | Nashville, Tennessee                | 2                    | 14                   | Kazarian i Shane pokonali AJ Stylesa w Ultimate X matchu. Obaj zostali uznani mistrzami, ponieważ w tym samym czasie zdjęli pas. | [ 17 ]          |
| 16  | Petey Williams                               | 11 sierpnia 2004          | Weekly pay-per-view event #107     | Nashville, Tennessee                | 1                    | 158                  | Williams pokonał Amazing Reda w 22-osobowym turnieju finałowym Gauntlet for the Gold. | [ 18 ]          |
| 17  | A.J. Styles                                  | 16 stycznia 2005          | Final Resolution                   | Orlando, Floryda                    | 4                    | 56                   | Był to Ultimate X match, w którym brał również udział Chris Sabin. | [ 19 ]          |
| 18  | Christopher Daniels                          | 13 marca 2005             | Destination X                      | Orlando, Floryda                    | 1                    | 182                  | Był to Ultimate X Challange match, w którym brali również udział Elix Skipper i Ron Killings. | [ 20 ]          |
| 19  | A.J. Styles                                  | 11 września 2005          | Unbreakable                        | Orlando, Floryda                    | 5                    | 91                   | Był to Three-Way Dance, w którym brał również udział Samoa Joe. | [ 21 ]          |
| 20  | Samoa Joe                                    | 11 grudnia 2005           | Turning Point                      | Orlando, Floryda                    | 1                    | 91                   | | [ 22 ]          |
| 21  | Christopher Daniels                          | 12 marca 2006             | Destination X                      | Orlando, Floryda                    | 2                    | 29                   | Był to Three-Way Dance, w którym brał również udział AJ Styles. | [ 23 ]          |
| 22  | Samoa Joe                                    | 10 kwietnia 2006          | TNA Impact!                        | Orlando, Floryda                    | 2                    | 70                   | Odcinek wyemitowano 13 kwietnia 2006 r. | [ 24 ]          |
| 23  | Senshi                                       | 9 czerwca 2006            | TNA Impact!                        | Orlando, Floryda                    | 2                    | 125                  | Był to Three-Way Dance, w którym brał również udział Sonjay Dutt. Odcinek wyemitowano 22 czerwca 2006. Senshi był bardziej znany jako Low Ki. | [ 25 ]          |
| 24  | Chris Sabin                                  | 22 października 2006      | Bound for Glory                    | Plymouth Charter Township, Michigan | 3                    | 2                    | | [ 26 ]          |
| 25  | A.J. Styles                                  | 24 października 2006      | TNA Impact!                        | Orlando, Floryda                    | 6                    | 13                   | Styles pokonał Chrisa Sabina w czwartej rundzie turnieju Fight for the Right. Odcinek wyemitowano 2 listopada 2006 r. | [ 27 ]          |
| 26  | Christopher Daniels                          | 6 listopada 2006          | TNA Impact!                        | Orlando, Floryda                    | 3                    | 69                   | Był to Three-Way Dance, w którym brał również udział Chrisa Sabin. Odcinek wyemitowano 16 listopada 2006 r. | [ 28 ]          |
| 27  | Chris Sabin                                  | 14 stycznia 2007          | Final Resolution                   | Orlando, Floryda                    | 4                    | 154                  | Był to Three-Way Dance, w którym brał również udział Jerry Lynn. | [ 29 ]          |
| 28  | Jay Lethal                                   | 17 czerwca 2007           | Slammiversary                      | Nashville, Tennessee                | 1                    | 2                    | | [ 30 ]          |
| 29  | Samoa Joe                                    | 19 czerwca 2007           | TNA Impact!                        | Orlando, Floryda                    | 3                    | 54                   | Odcinek wyemitowano 21 czerwca 2007 r. | [ 31 ]          |
| 30  | Kurt Angle                                   | 12 sierpnia, 2007         | Hard Justice                       | Orlando, Floryda                    | 1                    | 28                   | Na szali postawiono tytuły TNA World Heavyweight Championship, IWGP Heavyweight Championship (w posiadaniu Kurta Angle’a) oraz TNA World Tag Team Championship (w posiadaniu Samoa Joe). Angle stał się pierwszą osobą, która w tym samym czasie posiadała wszystkie aktywne mistrzostwa federacji. | [ 32 ]          |
| 31  | Jay Lethal                                   | 9 września 2007           | No Surrender                       | Orlando, Floryda                    | 2                    | 134                  | | [ 33 ]          |
| 32  | Johnny Devine                                | 21 stycznia 2008          | TNA Impact!                        | Orlando, Floryda                    | 1                    | 20                   | Odcinek wyemitowano 24 stycznia 2008 r. | [ 34 ]          |
| 33  | Jay Lethal                                   | 10 lutego 2008            | Against All Odds                   | Greenville, Karolina Południowa     | 3                    | 65                   | Był to Six-man tag team Street Fight, gdzie odbyła się walka Lethal i The Motor City Machine Guns (Alex Shelley i Chris Sabin) vs. Devine i Team 3D (Brother Ray i Brother Devon), w którym osoba, która zdobędzie pinfall lub submission, zdobędzie tytuł.                                         | [ 35 ]          |
| 34  | Petey Williams                               | 15 kwietnia 2008          | TNA Impact!                        | Orlando, Floryda                    | 2                    | 152                  | Wykorzystał swoją walizkę Feast or Fired. Odcinek wyemitowano 17 kwietnia 2008 r. | [ 36 ]          |
| 35  | Sheik Abdul Bashir                           | 14 września 2008          | No Surrender                       | Oshawa, Ontario, Kanada             | 1                    | 84                   | Był to Three-Way Dance, w którym brał również udział Consequences Creed. | [ 37 ]          |
| 36  | Eric Young                                   | 7 grudnia 2008            | Final Resolution                   | Orlando, Floryda                    | 1                    | <1                   | | [ 38 ]          |
| –   | Wakat                                        | 7 grudnia 2008            | Final Resolution                   | Orlando, Floryda                    | –                    | –                    | Jim Cornette, Management Director, odebrał Youngowi tytuł, ponieważ jego zwycięstwo było kontrowersyjne. Sędzia pomógł Youngowi pokonać Bashira. | [ 38 ]          |
| 37  | Alex Shelley                                 | 11 stycznia 2009          | Genesis                            | Charlotte, Karolina Północna        | 1                    | 63                   | Shelley pokonał Chrisa Sabina w finale turnieju o zwakowany tytuł. | [ 39 ]          |
| 38  | Suicide                                      | 15 marca 2009             | Destination X                      | Orlando, Floryda                    | 1                    | 102                  | Był to Ultimate X match, w którym brali również udział Consequences Creed i Jay Lethal. Podczas jego panowania postać Suicide’a odgrywali Christopher Daniels i Frankie Kazarian. Było to pierwsze panowanie Suicide’a, a zarazem czwarte Danielsa i trzecie Kazariana.                             | [ 40 ] [ 41 ]   |
| 39  | Homicide                                     | 25 czerwca 2009           | TNA Impact!                        | Orlando, Floryda                    | 1                    | 52                   | Wykorzystał swoją walizkę Feast or Fired. Odcinek wyemitowano 16 lipca 2009 r. | [ 42 ] [ 43 ]   |
| 40  | Samoa Joe                                    | 16 sierpnia 2009          | Hard Justice                       | Orlando, Floryda                    | 4                    | 50                   | | [ 44 ]          |
| 41  | Amazing Red                                  | 5 października 2009       | TNA Impact!                        | Orlando, Floryda                    | 2                    | 106                  | Odcinek wyemitowano 8 października 2009 r. | [ 45 ] [ 46 ]   |
| 42  | Doug Williams                                | 19 stycznia 2010          | TNA Impact!                        | Orlando, Floryda                    | 1                    | 89                   | Wykorzystał walizkę Feast or Fired Roba Terry’ego. Odcinek wyemitowano 28 stycznia 2010 r. | [ 47 ] [ 48 ]   |
| –   | Wakat                                        | 18 kwietnia 2010          | Lockdown                           | Saint Charles, Missouri             | –                    | –                    | Williamsa pozbawiono tytułu, ponieważ nie mógł go bronić z powodu utrudnienia lotów po erupcji wulkanu Eyjafjöll na Islandii, | [ 49 ]          |
| 43  | Kazarian                                     | 18 kwietnia 2010          | Lockdown                           | Saint Charles, Missouri             | 3                    | 28                   | Kazarian pokonał Homicide’a i Shannona Moore’a w Steel Cage matchu. | [ 49 ]          |
| 44  | Douglas Williams                             | 16 maja 2010(dts)         | Sacrifice                          | Orlando, Floryda                    | 2                    | 113                  | | [ 50 ]          |
| 45  | Jay Lethal                                   | 6 września 2010           | TNA Impact!                        | Orlando, Floryda                    | 4                    | 17                   | Odcinek wyemitowano 16 września 2010 r. | [ 51 ] [ 52 ]   |
| 46  | Amazing Red                                  | 23 września 2010          | Live event                         | Nowy Jork, Nowy Jork                | 3                    | 2                    | | [ 53 ]          |
| 47  | Jay Lethal                                   | 25 września 2010          | Live event                         | Rahway, New Jersey                  | 5                    | 43                   | | [ 54 ]          |
| 48  | Robbie E                                     | 7 listopada 2010          | Turning Point                      | Orlando, Floryda                    | 1                    | 30                   | | [ 55 ]          |
| 49  | Jay Lethal                                   | 7 grudnia 2010            | TNA Impact!                        | Orlando, Floryda                    | 6                    | 33                   | Wyemitowano 16 grudnia 2010 r. | [ 56 ] [ 57 ]   |
| 50  | Kazarian                                     | 9 stycznia 2011           | Genesis                            | Orlando, Floryda                    | 4                    | 127                  | | [ 58 ]          |
| 51  | Abyss                                        | 16 maja 2011              | Impact Wrestling                   | Orlando, Floryda                    | 1                    | 55                   | Wyemitowano 19 maja 2011 r. | [ 59 ] [ 60 ]   |
| 52  | Brian Kendrick                               | 10 lipca 2011             | Destination X                      | Orlando, Floryda                    | 1                    | 63                   | | [ 61 ]          |
| 53  | Austin Aries                                 | 11 września 2011          | No Surrender                       | Orlando, Floryda                    | 1                    | 298                  | | [ 62 ]          |
| –   | Wakat                                        | 5 lipca 2012              | Impact Wrestling                   | Orlando, Floryda                    | –                    | –                    | Austin Aries zwakował tytuł w zamian za możliwość walki o TNA Heavyweight Championship. | [ 63 ]          |
| 54  | Zema Ion                                     | 8 lipca 2012              | Destination X                      | Orlando, Floryda                    | 1                    | 98                   | Był to Ultimate X match, w którym brali również udział Kenny King, Mason Andrews i Sonjay Dutt. | [ 64 ]          |
| 55  | Rob Van Dam                                  | 14 października 2012      | Bound for Glory                    | Phoenix, Arizona                    | 1                    | 137                  | | [ 65 ]          |
| 56  | Kenny King                                   | 28 lutego 2013(dts)       | Impact Wrestling                   | Orlando, Florida                    | 1                    | 94                   | Na szali znalazło się członkostwo Kenny’ego Kinga w X Division. | [ 66 ]          |
| 57  | Chris Sabin                                  | 2 czerwca 2013(dts)       | Slammiversary XI                   | Boston, Massachusetts               | 5                    | 18                   | Był to Ultimate X match, w którym brał również udział Suicide. | [ 67 ]          |
| 58  | Austin Aries                                 | 20 czerwca 2013(dts)      | Impact Wrestling                   | Peoria, Illinois                    | 2                    | 9                    | Aries (przebrany w kostium Suicide’a) zajął miejsce w Three-way matchu, w którym brał również udział Kenny King. Odcinek wyemitowano 27 czerwca 2013 r. | [ 68 ]          |
| 59  | Chris Sabin                                  | 29 czerwca 2013(dts)      | Impact Wrestling                   | Las Vegas, Nevada                   | 6                    | <1                   | Sabin pokonał Austina Ariesa i Manika w Three-way matchu. Odcinek wyemitowano 4 lipca 2013 r. | [ 69 ]          |
| –   | Wakat                                        | 29 czerwca 2013(dts)      | Impact Wrestling                   | Las Vegas, Nevada                   | –                    | 0                    | Chris Sabin zwakował tytuł w zamian za możliwość walki o TNA World Heavyweight Championship. Odcinek wyemitowano 11 lipca 2013 r. | [ 70 ]          |
| 60  | Manik (odgrywany przez T.J. Perkinsa)        | 18 lipca 2013(dts)        | Impact Wrestling                   | Louisville, Kentucky                | 2 (1)                | 94                   | Był to Ultimate X match, w którym brali również udział Sonjay Dutt i Greg Marasciulo. Odcinek wyemitowano 25 lipca 2013 r. Drugie panowanie Suicide/Manika, a zarazem pierwsze dla T.J. Perkinsa, który wcielił się w tę postać.                                                                    | [ 71 ]          |
| 61  | Chris Sabin                                  | 20 października 2013(dts) | Bound for Glory                    | San Diego, California               | 7                    | 34                   | Był to Ultimate X match, w którym brali również udział Samoa Joe, Jeff Hardy i Austin Aries. | [ 72 ]          |
| 62  | Austin Aries                                 | 23 listopada 2013(dts)    | Impact Wrestling                   | Orlando, Florida                    | 3                    | 11                   | Odcinek wyemitowano 12 grudnia 2013 r. | [ 73 ]          |
| 63  | Chris Sabin                                  | 5 grudnia 2013(dts)       | Impact Wrestling                   | Orlando, Florida                    | 8                    | 42                   | Odcinek wyemitowano 2 stycznia 2014 r. | [ 74 ]          |
| 64  | Austin Aries                                 | 16 stycznia 2014(dts)     | Impact Wrestling: Genesis          | Huntsville, Alabama                 | 4                    | 45                   | Odcinek wyemitowano 23 stycznia 2014 r. | [ 75 ]          |
| 65  | Sanada                                       | 2 marca 2014(dts)         | Kaisen: Outbreak                   | Tokio, Japonia                      | 1                    | 110                  | | [ 76 ]          |
| 66  | Austin Aries                                 | 20 czerwca 2014           | Impact Wrestling                   | Bethlehem, Pensylwania              | 5                    | 5                    | Odcinek wyemitowano 10 lipca 2014 r. | [ 77 ]          |
| –   | Wakat                                        | 24 czerwca 2014           | Impact Wrestling                   | Nowy Jork, Nowy Jork                | –                    | –                    | Austin Aries zwakował tytuł w zamian za możliwość walki o TNA World Heavyweight Championship. Odcinek wyemitowano 24 lipca 2014 r. | [ 78 ]          |
| 67  | Samoa Joe                                    | 26 czerwca 2014           | Impact Wrestling                   | Nowy Jork, Nowy Jork                | 5                    | 85                   | Był to Three-way match, w którym brali również udział Low Ki i Sanada. Odcinek wyemitowano 7 sierpnia 2014 r. | [ 79 ]          |
| –   | Wakat                                        | 19 września 2014          | Impact Wrestling                   | Bethlehem, Pensylwania              | –                    | –                    | Samoa Joe zwakował tytuł z powodu kontuzji. Odcinek wyemitowano 12 listopada 2014 r. | [ 80 ]          |
| 68  | Low Ki                                       | 19 września 2014          | Impact Wrestling                   | Bethlehem, Pensylwania              | 3                    | 110                  | Był to Four-way match, w którym brali również udział Tigre Uno, Manik i DJ Z. Odcinek wyemitowano 19 listopada 2014 r. | [ 81 ]          |
| 69  | Austin Aries                                 | 7 stycznia 2015           | Impact Wrestling                   | Nowy Jork, Nowy Jork                | 6                    | 1                    | | [ 82 ]          |
| 70  | Low Ki                                       | 8 stycznia 2015           | Impact Wrestling                   | Londyn, Anglia                      | 4                    | 23                   | Odcinek wyemitowano 16 stycznia 2015 r. | [ 83 ]          |
| 71  | Rockstar Spud                                | 31 stycznia 2015          | Impact Wrestling                   | Londyn, Anglia                      | 1                    | 43                   | Wykorzystał swoją walizkę Feast or Fired. Odcinek wyemitowano 20 marca 2015 r. | [ 84 ]          |
| 72  | Kenny King                                   | 15 marca 2015             | Impact Wrestling: Hardcore Justice | Orlando, Floryda                    | 2                    | 56                   | Był to Four-way ladder match, w którym brali również udział Tigre Uno i Mandrews. Odcinek wyemitowano 1 maja 2015 r. | [ 85 ]          |
| 73  | Rockstar Spud                                | 10 maja 2015              | Impact Wrestling                   | Orlando, Floryda                    | 2                    | <1                   | Był to Gauntlet match, w którym brali również udział Suicide/Manik, DJ Z, Mandrews, Argos, Crazzy Steve i Tigre Uno. Odcinek wyemitowano 29 maja 2015 r. | [ 86 ]          |
| –   | Wakat                                        | 10 maja 2015              | Impact Wrestling                   | Orlando, Floryda                    | –                    | –                    | Rockstar Spud zwakował tytuł w zamian za możliwość walki o TNA World Heavyweight Championship. Odcinek wyemitowano 10 czerwca 2015 r. | [ 87 ]          |
| 74  | Tigre Uno                                    | 24 czerwca 2015           | Impact Wrestling                   | Orlando, Floryda                    | 1                    | 199                  | Był to Three-way elimination match o zwakowany tytuł, w którym brali również udział Low Ki i Grado. | [ 88 ]          |
| 75  | Trevor Lee                                   | 9 stycznia 2015           | Impact Wrestling                   | Bethlehem, Pensylwania              | 1                    | 155                  | Odcinek wyemitowano 2 lutego 2016 r. | [ 89 ]          |
| 76  | Eddie Edwards                                | 12 czerwca 2016           | Slammiversary                      | Orlando, Floryda                    | 1                    | 2                    | Był to Four-way match, w którym brali również udział Andrew Everett i DJ Z. | [ 90 ]          |
| 77  | Mike Bennett                                 | 14 czerwca 2016           | Impact Wrestling                   | Orlando, Floryda                    | 1                    | 1                    | Odcinek wyemitowano 21 czerwca 2016 r. | [ 91 ]          |
| 78  | Eddie Edwards                                | 15 czerwca 2016           | Impact Wrestling                   | Orlando, Floryda                    | 2                    | 28                   | Był to Ultimate X match, w którym brali również udział Trevor Lee, Andrew Everett, DJ Z, Rockstar Spud i Braxton Sutter. Odcinek wyemitowano 5 lipca 2016 r. | [ 92 ]          |
| 79  | Bobby Lashley                                | 13 lipca 2016             | Impact Wrestling                   | Orlando, Floryda                    | 1                    | 30                   | Był to Winner Takes All Six Sides of Steel match, o tytuły X Division Championship (w posiadaniu Edwardsa) i TNA World Heavyweight Championship (w posiadaniu Lashleya). Odcinek wyemitowano 21 lipca 2016 r.                                                                                       | [ 93 ]          |
| –   | Wakat                                        | 12 sierpnia 2016          | Impact Wrestling                   | Orlando, Floryda                    | –                    | –                    | Lashley zadeklarował, że unifikuje TNA King of the Mountain Championship z TNA World Heavyweight Championship. Powiedział również, że wakuje TNA X Division Championship. Odcinek wyemitowano 18 sierpnia 2016 r.                                                                                   | [ 94 ]          |
| 80  | DJ Z                                         | 13 sierpnia 2016          | Impact Wrestling                   | Orlando, Floryda                    | 2                    | 148                  | Był to Ultimate X Gauntlet match o zwakowany tytuł, w którym brali również udział Trevor Lee, Andrew Everett, Rockstar Spud, Mandrews i Braxton Sutter. Odcinek wyemitowano 1 września 2016 r. | [ 95 ]          |
| 81  | Trevor Lee                                   | 8 stycznia 2017           | Impact Wrestling                   | Orlando, Floryda                    | 2                    | 102                  | Wykorzystał walizkę zdobytą w pojedynku Race for the Case i wyzwał DJ-a Z do walki w ladder matchu. Odcinek wyemitowano 2 lutego 2017 r. | [ 96 ] [ 97 ]   |
| 82  | Low Ki                                       | 20 kwietnia 2017          | Impact Wrestling                   | Orlando, Floryda                    | 5                    | 40                   | Był to Six-way match, w którym brali również udział Sonjay Dutt, Andrew Everett, Dezmond Xavier i Suicide. | [ 98 ]          |
| 83  | Sonjay Dutt                                  | 30 maja 2017              | Impact Wrestling                   | Mumbaj, Indie                       | 1                    | 81                   | Odcinek wyemitowano 15 czerwca 2017 r. | [ 99 ] [ 100 ]  |
| 84  | Trevor Lee                                   | 19 sierpnia 2017          | GFW Impact!                        | Orlando, Floryda                    | 3                    | 84                   | Był to Falls Count Anywhere match. Odcinek został wyemitowany 14 września 2017 r. | [ 101 ] [ 102 ] |
| 85  | Taiji Ishimori                               | 9 listopada 2017          | Impact Wrestling                   | Ottawa, Kanada                      | 1                    | 64                   | Odcinek został wyemitowany 4 stycznia 2018 r. | [ 103 ] [ 104 ] |
| 86  | Matt Sydal                                   | 12 stycznia 2018          | Impact Wrestling                   | Orlando, Floryda                    | 1                    | 191                  | Był to Title vs. Title match (na szali znalazły się Impact X Division Championship Ishimoriego i Impact Grand Championship Sydala) rozegranym podczas Impact: Crossroads, który został wyemitowany 8 marca 2018 r.                                                                                  | [ 105 ] [ 106 ] |
| 87  | Brian Cage                                   | 22 lipca 2018             | Slammiversary XVI                  | Toronto, Ontario, Kanada            | 1                    | 112                  | | [ 107 ]         |
| –   | Wakat                                        | 11 listopada 2018         | Impact!                            | Las Vegas, Nevada                   | –                    | –                    | Cage zwakował tytuł na rzecz walki z Johnnym Impactem o Impact World Championship (Opcja C). Odcinek został wyemitowany 15 listopada 2018. | [ 108 ] [ 109 ] |
| 88  | Rich Swann                                   | 6 stycznia 2019           | Homecoming                         | Nashville, Tennessee                | 1                    | 194                  | Był to Ultimate X match o zwakowany tytuł, w którym brali również udział Jake Crist, Ethan Page i Trey Miguel. | [ 110 ]         |
| 89  | Jake Crist                                   | 19 lipca 2019             | Impact!                            | Windsor, Ontario, Kanada            | 1                    | 93                   | Odcinek został wyemitowany 26 lipca 2019 r. | [ 111 ] [ 112 ] |
| 90  | Ace Austin                                   | 20 października 2019      | Bound for Glory                    | Villa Park, Illinois                | 1                    | 171-173              | | [ 113 ]         |
| 91  | Willie Mack                                  | 8–10 kwietnia 2020        | Rebellion                          | Nashville, Tennessee                | 1                    | 99-101               | Odcinek został wyemitowany 21 kwietnia 2020 r. | [ 114 ]         |
| 92  | Chris Bey                                    | 18 lipca 2020             | Slammiversary                      | Nashville, Tennessee                | 1                    | 27                   | | [ 115 ]         |
| 93  | Rohit Raju                                   | 18 sierpnia 2020          | Emergence                          | Nashville, Tennessee                | 1                    | 120                  | Był to Three-way match, w którym brał również udział TJP. | [ 116 ]         |
| 94  | Manik (postać odgrywana przez T.J. Perkinsa) | 12 grudnia 2020           | Final Resolution                   | Nashville, Tennessee                | 3 (2)                | 91                   | Trzecie panowanie dla gimmicku Suicide/Manik i drugie panowanie dla T.J. Perkinsa. Podczas panowania Perkins walczył bez maski jako TJP. | [ 117 ]         |
| 95  | Ace Austin                                   | 13 marca 2021             | Sacrifice                          | Nashville, Tennessee                | 2                    | 43                   | | [ 118 ]         |
| 96  | Josh Alexander                               | 25 kwietnia 2021          | Rebellion                          | Nashville, Tennessee                | 1                    | 151                  | | [ 119 ]         |
| –   | Wakat                                        | 23 września 2021          | Impact!                            | Nashville, Tennessee                | –                    | –                    | Josh Alexander powołał się na Opcję C i zwakował tytuł mistrzowski, w zamian uzyskując prawo walki o Impact World Championship. | [ 120 ]         |
| 97  | Trey Miguel                                  | 23 października 2021      | Bound for Glory                    | Las Vegas, Nevada                   | 1                    | 182                  | Pokonał Steve’a Maclina i El Phantasmo w finale turnieju o zwakowany tytuł mistrzowski. | [ 121 ]         |
| 98  | Ace Austin                                   | 23 kwietnia 2022          | Rebellion                          | Poughkeepsie, Nowy Jork             | 3                    | 57                   | Był to Three-way match, w którym brał również udział Mike Bailey. | [ 122 ]         |
| 99  | Mike Bailey                                  | 19 czerwca 2022           | Slammiversary                      | Nashville, Tennessee                | 1                    | 110                  | Był to Ultimate X match, w którym brali również udział Trey Miguel, Kenny King, Andrew Everrett i Alex Zayne. | [ 123 ]         |
| 100 | Frankie Kazarian                             | 7 października 2022       | Bound for Glory                    | Albany, Nowy Jork                   | 5                    | 1                    | | [ 124 ]         |
| –   | Wakat                                        | 8 października 2022       | Impact!                            | Albany, Nowy Jork                   | –                    | –                    | Frankie Kazarian powołał się na Opcję C i zwakował tytuł mistrzowski, w zamian uzyskując prawo walki o Impact World Championship. Odcinek został wyemitowany 13 października 2022 r. | [ 125 ]         |
| 101 | Trey Miguel                                  | 18 listopada 2022         | Over Drive                         | Louisville, Kentucky                | 2                    | 203                  | Pokonał Blacka Taurusa w finale turnieju o zwakowany tytuł. | [ 126 ]         |
| 102 | Chris Sabin                                  | 9 czerwca 2023            | Against All Odds                   | Columbus, Ohio                      | 9                    | 36                   | | [ 127 ]         |
| 103 | Lio Rush                                     | 15 lipca 2023             | Slammiversary                      | Windsor, Ontario, Kanada            | 1                    | 56                   | | [ 128 ]         |
| 104 | Chris Sabin                                  | 9 września 2023           | Impact 1000                        | White Plains, Nowy Jork             | 10                   | 167                  | Odcinek został wyemitowany 14 września 2023. | [ 129 ]         |
| 105 | Mustafa Ali                                  | 23 lutego 2024            | No Surrender                       | Westwego, Luizjana                  | 1                    | 148                  | | [ 130 ]         |
| 106 | Mike Bailey                                  | 20 lipca 2024             | Slammiversary                      | Montreal, Quebec, Kanada            | 2                    | 41                   | | [ 131 ]         |
| 107 | Zachary Wentz                                | 30 sierpnia 2024          | Emergence                          | Louisville, Kentucky                | 1                    | 14                   | Był to Ultimate X match, w którym brali również udział Riley Osborne, Jason Hotch, Hammerstone i Laredo Kid. | [ 132 ]         |
| 108 | Mike Bailey                                  | 13 września 2024          | Victory Road                       | San Antonio, Teksas                 | 3                    | 44                   | | [ 133 ]         |
| 109 | Moose                                        | 27 października 2024      | Impact!                            | Detroit, Michigan                   | 1                    | 266                  | Wyemitowano 7 listopada 2024. | [ 134 ]         |
| 110 | Leon Slater                                  | 20 lipca 2025             | Slammiversary                      | Elmont, Nowy Jork                   | 1                    | 1+                   | | [ 135 ]         |

## Łączna ilość posiadań

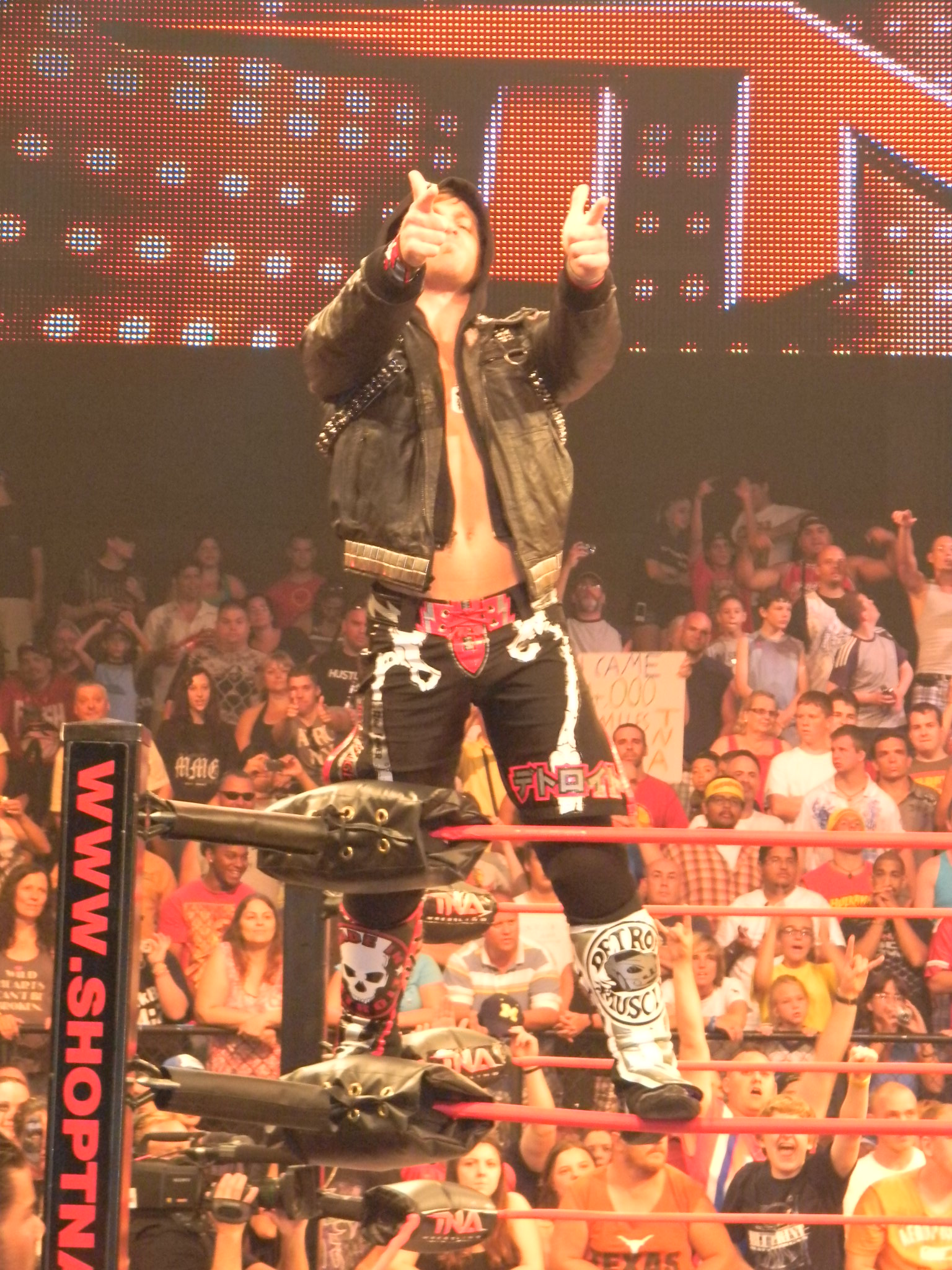
Chris Sabin, 9-krotny posiadacz TNA X Division Champion.

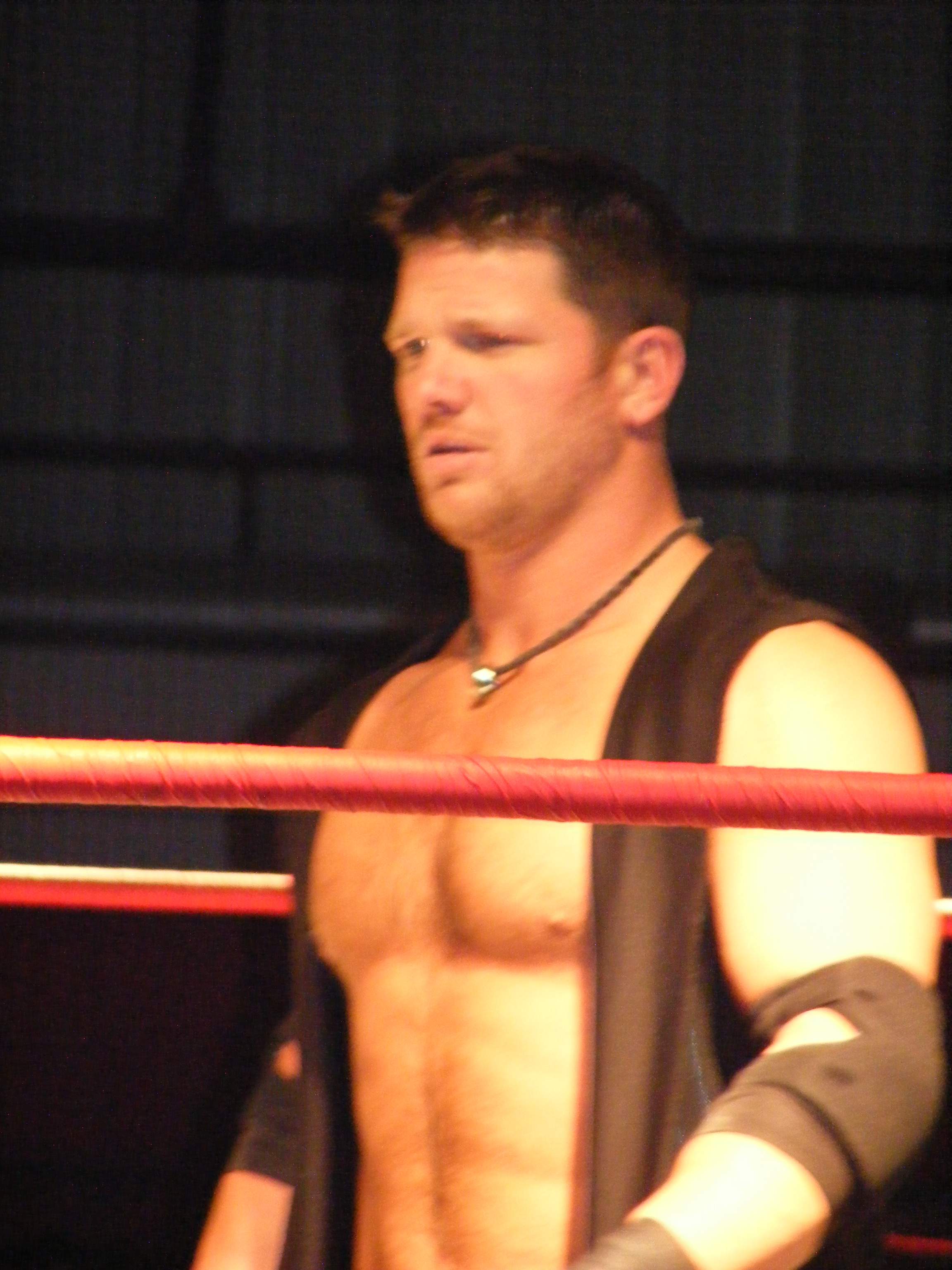
A.J. Styles, pierwszy posiadacz, i najdłużej panujący mistrz z Jay Lethal – 6-krotni posiadacze X Division Championship

Stan na 21 lipiec 2025
| † | Obecny mistrz                                                                           |
| ¤ | Oznacza, że liczba dni nie jest dokładnie znana, więc uznawana jest najmniejsza długość |

| Lp. | Wrestler                  | Liczba posiadań | Dni utrzymania |
| --- | ------------------------- | --------------- | -------------- |
| 1   | Chris Sabin               | 10              | 635            |
| 2   | Trey Miguel               | 2               | 385            |
| 3   | Austin Aries              | 6               | 373            |
| 4   | Samoa Joe                 | 5               | 350            |
| 5   | Trevor Lee                | 3               | 339            |
| 6   | Low Ki/Senshi             | 5               | 312            |
| 7   | Petey Williams            | 2               | 310            |
| 8   | Jay Lethal                | 6               | 294            |
| 9   | Christopher Daniels       | 3               | 280            |
| 10  | A.J. Styles               | 6               | 272            |
| 11  | Ace Austin                | 3               | ¤271           |
| 12  | Moose                     | 1               | 266            |
| 13  | DJZ/Zema Ion              | 2               | 246            |
| 14  | Frankie Kazarian/Kazarian | 5               | 240            |
| 15  | Doug Williams             | 2               | 202            |
| 16  | Tigre Uno                 | 1               | 199            |
| 17  | Mike Bailey               | 3               | 196            |
| 18  | Suicide                   | 2               | 196            |
| 19  | Rich Swann                | 1               | 194            |
| 20  | Matt Sydal                | 1               | 191            |
| 21  | Manik/TJP                 | 2               | 185            |
| 22  | Michael Shane             | 2               | 154            |
| 23  | Josh Alexander            | 1               | 151            |
| 24  | Kenny King                | 2               | 150            |
| 25  | Mustafa Ali               | 1               | 148            |
| 26  | Rob Van Dam               | 1               | 137            |
| 27  | Amazing Red               | 3               | 122            |
| 28  | Rohit Raju                | 1               | 120            |
| 29  | Brian Cage                | 1               | 112            |
| 30  | Sanada                    | 1               | 110            |
| 31  | Willie Mack               | 1               | ¤99            |
| 32  | Jake Crist                | 1               | 93             |
| 33  | Jerry Lynn                | 2               | 84             |
| 33  | Sheik Abdul Bashir        | 1               | 84             |
| 35  | Sonjay Dutt               | 1               | 81             |
| 36  | Kid Kash                  | 1               | 77             |
| 37  | Taiji Ishimori            | 1               | 64             |
| 38  | Alex Shelley              | 1               | 63             |
| 38  | Brian Kendrick            | 1               | 63             |
| 38  | Sonny Siaki               | 1               | 63             |
| 41  | Lio Rush                  | 1               | 56             |
| 42  | Abyss                     | 1               | 55             |
| 43  | Homicide                  | 1               | 52             |
| 44  | Rockstar Spud             | 2               | 43             |
| 45  | Eddie Edwards             | 2               | 30             |
| 45  | Lashley                   | 1               | 30             |
| 45  | Robbie E                  | 1               | 30             |
| 48  | Kurt Angle                | 1               | 28             |
| 49  | Chris Bey                 | 1               | 27             |
| 50  | Johnny Devine             | 1               | 20             |
| 51  | Syxx-Pac                  | 1               | 14             |
| 51  | Zachary Wentz             | 1               | 14             |
| 53  | Leon Slater †             | 1               | 1+             |
| 54  | Mike Bennett              | 1               | 1              |
| 55  | Eric Young                | 1               | <1             |